# Nyhem (Mullsjö)
Nyhem ist eine kleine Ortschaft im Distrikt Bjurbäck in der Gemeinde Mullsjö.

## Lage
Nyhem liegt unmittelbar südwestlich des Tätortes Mullsjö. Der Ort gehört zur Kirchgemeinde Mullsjö-Sandhem im Bistum Skara.

## Besonderes
Hier findet seit 1917 jährlich die „Nyhemsveckan“ statt. Dabei handelt es sich um das größte jährliche Treffen der schwedischen Pfingstbewegung. Seit 2009 findet dieses Treffen in der Nyhemshallen statt, in welcher der Unihockeyverein Mullsjö AIS seine Heimspiele austrägt.